# Административное деление Кракова
Административное деление Кракова — Краков разделён на 18 районов (дзельниц), обозначенных римскими цифрами (обычно употребляются традиционные наименования). Районы разделены на вспомогательные административные единицы — микрорайоны (оседле). Существует ряд микрорайонов, не являющихся административными единицами и имеющих лишь историческое или иное название.

## История
Административное деление Кракова было утверждено 27 марта 1991 года решением № XXI/143/91 совета города Кракова. Современные границы районов были утверждены решением № XVI/192/95 от 19 апреля 1995 года.

## Список районов

Административное деление Кракова

|    | Название района                        | Площадь [га] | Численность населения | Плотность населения (человек/квадратный километр) |  |
| -- | -------------------------------------- | ------------ | --------------------- | ------------------------------------------------- |  |
| 1  | I район (Старе-Място)                  | 559,29       | 37 166                | 6991                                              |  |
| 2  | II район (Гжегужки)                    | 586,18       | 29 367                | 5209                                              |  |
| 3  | III район (Прондник-Червоны)           | 638,81       | 46 438                | 7167                                              |  |
| 4  | IV район (Прондник-Бялы)               | 2370,55      | 68 385                | 2905                                              |  |
| 5  | V район (Кроводжа)                     | 538,32       | 32 504                | 6409                                              |  |
| 6  | VI район (Броновице)                   | 957,98       | 23 176                | 1663                                              |  |
| 7  | VII район (Звежинец)                   | 2866,90      | 20 397                | 710                                               |  |
| 8  | VIII район (Дембники)                  | 4671,11      | 59 227                | 1266                                              |  |
| 9  | IX район (Лагевники — Борек-Фаленцкий) | 568,25       | 15 995                | 2723                                              |  |
| 10 | X район (Свошовице)                    | 2482,28      | 22 549                | 833                                               |  |
| 11 | XI район (Подгуже-Духацке)             | 1005,34      | 52 954                | 5879                                              |  |
| 12 | XII район (Бежанув — Прокоцим)         | 1846,93      | 63 040                | 3874                                              |  |
| 13 | XIII район (Подгуже)                   | 2516,07      | 32 539                | 1310                                              |  |
| 14 | XIV район (Чижины)                     | 1229,44      | 27 029                | 2387                                              |  |
| 15 | XV район (Мистшеёвице)                 | 547,82       | 53 661                | 9812                                              |  |
| 16 | XVI район (Беньчице)                   | 369,43       | 43 063                | 11887                                             |  |
| 17 | XVII район (Взгужа-Кшеславицке)        | 2584,4       | 20 206                | 787                                               |  |
| 18 | XVIII район (Нова-Хута)                | 7226,1       | 57 693                | 816                                               |  |

## Вспомогательные административные и территориальные единицы
Каждый район делится на вспомогательно-совещательные административные единицы — микрорайоны (оседле), не обладающие статусом юридического лица. Границы ряда исторических районов (в частности, Казимеж) лежат в пределах нескольких официальных районов или микрорайонов).
| I район (Старе-Място) | II район (Гжегужки) | III район (Прондник-Червоны) |
| --- | --- | --- |
| - Казимеж - Клепаж - Нове-Място - Новы-Свят - Пясек - Старе-Място - Страдом - Варшавске - Вавель | - Домбе - Гжегужки - Казимеж - Ольша - Оседле-Офицерске - Весола | - Ольша - Ольша II - Прондник-Червоны - Раковице - Сьлична - Угорек - Варшавске - Вечиста - Оседле Готык |
| IV район (Прондник-Бялы) | V район (Кроводжа) | VI район (Броновице) |
| - Азоры - Броновице-Вельке - Гурка-Народова - Гyрка-Народова Всхуд - Гурка-Народова Захуд - Ольша - Оседле Кроводжа-Гурка - Оседле Витковице-Нове - Прондник-Бялы - Тоне - Витковице - Жабинец                                                                        | - Цихи-Концик - Чарна-Весь - Кроводжа - Лобзув - Мястечко-Студенцке АГН - Нова-Весь | - Броновице - Броновице-Мале - Мыдльники - Оседле Броновице-Мале - Оседле Видок-Зажече |
| VII район (Звежинец) | VIII район (Дембники) | IX район (Лагевники — Борек-Фаленцкий) |
| - Беляны - Хелм - Ольшаница - Пулвсе-Звежинецке - Пшегожалы - Воля-Юстовская - Звежинец - оседле: Сальватор - Закамыче | в прошлом деревни: - Бодзув - Дембники - Кобежин - Коло-Тынецке - Костше - Людвинув - Подгурки-Тынецке - Пыховице - Сидзина - Ситники - Тынец - Зажкувек оседле: - Капелянка - Клины-Зацише - Мохнанец - Оседле Еуропейске - Оседле Интербуд - Оседле Колеёве - Оседле Панорама - Оседле Подвавельске - Оседле Пройнс - Оседле Ручай - Оседле Ручай-Забоже | - Борек-Фленцкий - Лагевники - Оседле Гегельниана - Оседле Заулек-Юговицкий |
| X район (Свошовице) | XI район (Подгуже-Духацке) | XII район (Бежанув — Прокоцим) |
| - Баня - Барыч - Юговице - Клины-Борковске - Косоцице - Люсина - Лыса-Гура - Опатковице - Райско - Сярчана-Гура - Собонёвице - Врублёвице - Збыднёвице | - Курдванув - Курдванув-Новы - Оседле Пяски-Нове - Оседле Подлесе - Пяски-Вельке - Воля-Духацкая - Воля-Духацкая Всхуд - Воля-Духацкая Pахуд | - Бежанув - Bбежанув-Колёния - Кайм - Лазы - Оседле Бежанув-Новы - Оседле Колеёве - Оседле Медыкув - Оседле На Козловице - Оседле Над Потокем - Оседле Паркове - Оседле Новы-Прокоцим - Оседел Злочень - Прокоцим - Ржонка |
| XIII район (Подгуже) | XIV район (Чижины) | XV район (Мистшеёвице) |
| - Лутня - Матечны - Плашув - Подгуже - Пшевуз - Рыбитвы - Заблоче | - Чижины - Ленг - Оседле 2 Пулку-Лётничего - Оседле Академицке - Оседле Дивизиона 303 | - Батовице - Дзекановице - Мистшеёвице - Оседле Богатерув-Вжесьня - Оседле Комбатантув - Оседле Мистшеёвице-Нове - оседле Осьвеценя - Оседле Пястув - Оседле Сребрных-Орлув - Оседле Тысёнцлечя - Оседле Злотего-Веку |
| XVI район (Беньчице) | XVII район (Взгужа-Кшеславицке) | XVIII район (Нова-Хута) |
| - Беньчице - Оседле Альбертыньске - Оседле Ягеллоньске - Оседле Калинове - Оседле Казимежовске - Оседле Костюшковске - Оседле На Лётниску - оседле Неподлеглосьци - Оседле Пши Арце - Оседле Струся - Оседле Высоке - Оседле Злотей-Есени (Краков)Оседле Злотей-Есени | - Грембалув - Канторовице - Кшеславице - Любоча - Лучановице - Длубня - Оседле На Стоку - Оседле На Взгужах - Вадув - Венгжиновице - Зеславице | - Блоне - Бранице - Оседле Центрум А - Оседле Центрум B - Оседле Центрум C - Оседле Центрум D - Оседле Центрум Е - Халупки - Халупки-Гурне - Cło - Гурка-Косьцельницкая - Голендры - Копанины - Косьцельники - Куявы - Могила - Нова-Гута - Нова-Весь - Оседле Гурали - Оседле Гандлёве - Оседле Гутниче - Колёрове - Оседле Краковякув - Оседле Лесиско - Оседле Млодосьци - Оседле На Скарпе - Оседле Огродове - Слонечне - Оседле Спортове - Оседле Спудзельче - Оседле Сталёве - Оседле Шкальне-Домы - Оседле Школьне - Оседле Театральне - Оседле Уроче - Оседле Ванды - Оседле Виллове - Оседле Згоды - Оседле Зелёне - Пекелко - Плешув - Пшилясек-Русецкий - Пшилясек-Высёнский - Руща - Стрыюв - Воля-Русецкая - Волица - Вруженице - Высёнже |